# Kostel svatého Jakuba Staršího (Minice)
Kostel svatého Jakuba Většího v Minicích je nejstarší památkou v Kralupech nad Vltavou. Původně gotický kostel byl založen v době vlády císaře Karla IV. v polovině 14. století. Jedná se o jednoduchý jednolodní kostel s hranolovou věží, kostel byl několikrát přestavován, jeho nynější podoba je novorenesanční. Zajímavostí je, že zde měli svatbu Antonín Seifert a Marie Borutová, rodiče básníka Jaroslava Seiferta – to proto, že v té době ještě neexistoval kostel Nanebevzetí Panny Marie a sv. Václava v centru Kralup.[zdroj?]
Kostel je chráněn jako kulturní památka České republiky.